# 瀬底大橋
瀬底大橋（せそこおおはし）は、沖縄県国頭郡本部町の沖縄本島と瀬底島とを結ぶ橋。1979年（昭和54年）11月に着手し、5年3ヶ月の月日を経て1985年（昭和60年）2月に開通した。橋長は762mあり総事業費は約57億円。

## 概要
瀬底大橋は瀬底島と本島を結ぶ橋であり、橋の長さは762メートルである。昔は、本島と瀬底島を渡る交通手段は、船であった為、天候によっては島は孤立状態になり住民は苦しんでいた。架橋の実現は当時の財政面、技術の関係で、無理だろうと言われていた。しかし、その後1967年に現地を調査し、可能性を検討してもらったところ、可能であることがわかった。だがその後、第一次オイルショックなどで日本は不況に陥り、一度、政策は凍結されたが、結果1979年に、大橋の起工式と祝賀会がアンチ浜で行われた。そして、1985年に瀬底大橋が開通。

## 交通
架橋によって大きく変化したのは交通手段が陸上交通で結ばれるようになったことである。「道路交通センサス」によると、瀬底島内の県道の平日交通量は昭和59年には256台、平成3年には1346台となり、約5倍強に増加している。
また夏場の休日にはクンリ浜でのキャンプ、海水浴に多くのレジャー客、観光客が島を訪れるようになり、休日交通量は二千百四十一台で、平日の一・六倍となっている。
ほかにも、架橋前の昭和五十九年には八百六十六人であった人口が、開通による影響で平成四年には約三十人増加し、平成五年には九百二十七人で約六十人増加したという変化もある。

## 工事工程
- 昭和47年 - 瀬底大橋基礎調査、架橋ルートの決定。
- 昭和49年- 7月8日、瀬底建堅線 県道に認定される。
- 昭和52年 - 比較設計を行い橋梁型式が決定される。
- 昭和53年 - 詳細設計完了。
- 昭和54年11月- 本工事に着手し下部工工事始まる。
- 昭和55年2月 - 鋼菅杭基礎鉛直載荷試験を行う。
- 昭和55年4月 - 瀬底大橋建設現場事務所設置。
- 昭和56年7月 - 鋼管矢板井筒基礎工事始まる。
- 昭和56年8月 - 上部工PC桁製作工事始まる。
- 昭和57年9月-PC箱桁架設工事始まる。
- 昭和58年7月 - ニールセンローゼ桁製作始まる。
- 昭和58年12月 - 下部工工事完了。
- 昭和59年5月 - ニールセンローゼ桁架設。
- 昭和59年9月 - PC箱桁架設工事完成。
- 昭和60年2月 - 完成・開通[3]

## 完成後
橋の開通前まで、瀬底島の人口は減少傾向にあり、昭和五十九年には八百六十六人であった。開通後は本島への就業機会が多くなったことによる若年層の単身、家族ぐるみでのUターン世帯が増加、あるいは定年後に故郷で暮らす人も増え、平成四年には約三十人増加し、平成五年には九百二十七人で約六十人増加した。
また、島と島外との交通手段が海上交通から陸上交通に変化したことで、農作物の出荷の量的、時間的制限がなくなり、即時出荷、夜間出荷が可能になった。

## 開通記念碑

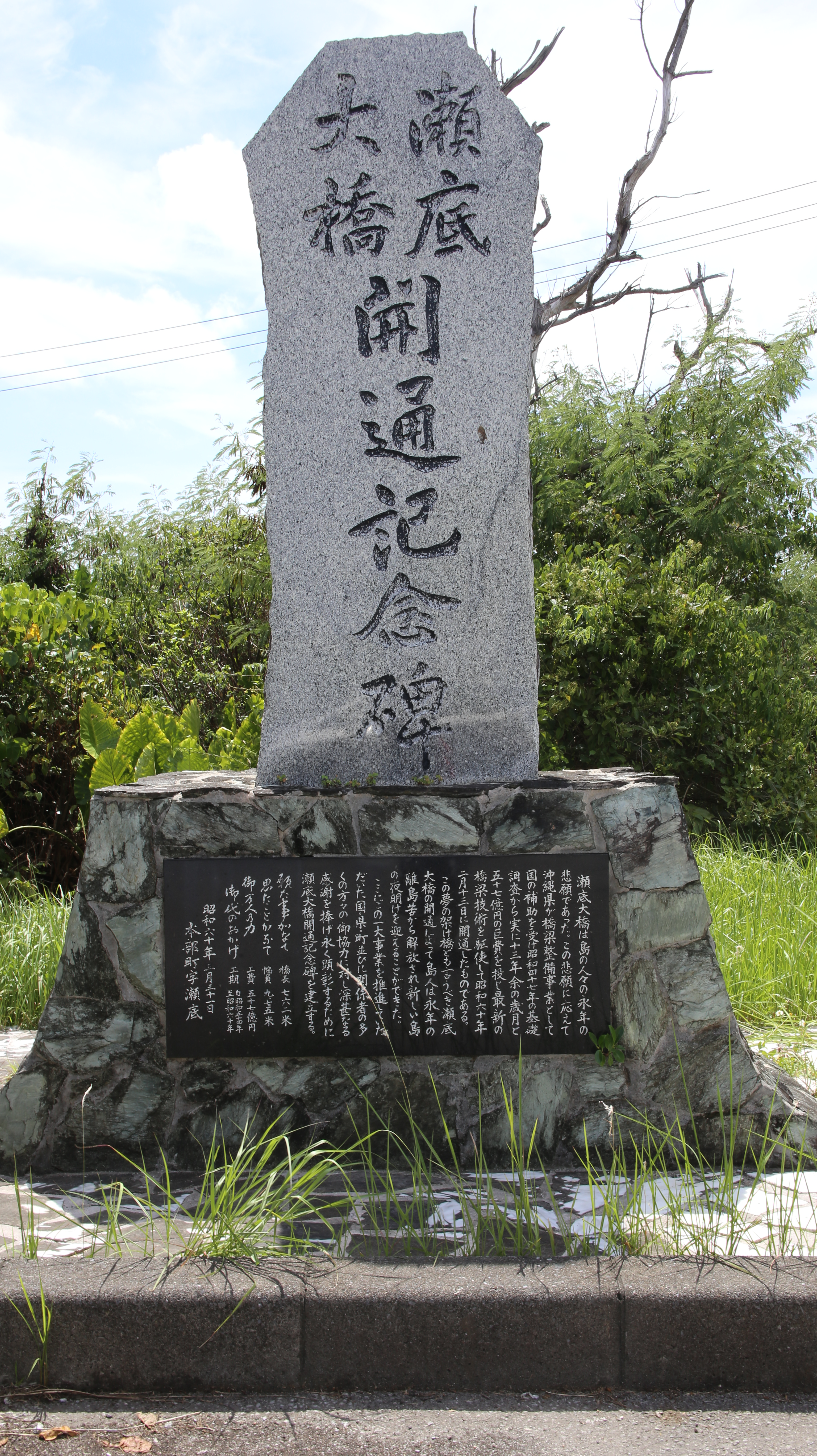
瀬底大橋道の脇にある記念碑。

橋の開通で「瀬底大橋開通記念碑除幕式」が行われた。建立された記念碑は高さ2m幅80cm外国産のみかげ石で作られた。台座には「島人は長年の離島から解放され、新しい島の夜明けを迎えることができた」という開通の喜びをうたっている。除幕式には区民や瀬底出身者ら関係者約50人が参加した。